# O familie de coșmar
O familie de coșmar (titlu original: Little Fockers, cunoscut ca Meet the Parents 3: Little Fockers în Regatul Unit și sud-estul Asiei) este un film de Crăciun american din 2010 regizat de Paul Weitz. Rolurile principale au fost interpretate de actorii Robert De Niro, Ben Stiller, Owen Wilson, Blythe Danner, Teri Polo, Jessica Alba, Dustin Hoffman și Barbra Streisand. Este un sequel al filmelor Un socru de coșmar (2000) și Doi cuscri de coșmar (2004).

## Distribuție
- Robert De Niro -- Jack Byrnes
- Ben Stiller -- Gaylord "Greg" Focker
- Teri Polo -- Pam Focker
- Owen Wilson -- Kevin Rawley
- Blythe Danner -- Dina Byrnes
- Jessica Alba -- Andrea "Andi" Garcia
- Dustin Hoffman -- Bernard "Bernie" Focker
- Barbra Streisand -- Rozalin "Roz" Focker
- Harvey Keitel -- Randall "Randy" Weir
- Olga Fonda -- Svetlana
- Laura Dern -- Prudence Simmons
- Thomas McCarthy -- Dr. Robert "Bob" Banks
- Kevin Hart -- Nurse Louis
- Daisy Tahan -- Samantha "Sam" Focker
- Colin Baiocchi -- Henry Focker
- John DiMaggio -- EMT
- Jordan Peele -- EMT
- Yul Vazquez -- Junior
- Nick Kroll -- Young Doctor
- Rob Huebel -- Sleazy Doctor

## Producție
Producția filmului Little Fockers a început în iulie 2009.